# スーパーライダー
スーパーライダー（1962年11月9日 - ）は、日本の覆面レスラー。本名：渡部 優一（わたなべ ゆういち）。武道団体・掣圏真陰流興義館の館長。元プロ総合格闘家で修斗初代ウェルター級チャンピオン。栃木県足利市出身。釜飯屋。

## 来歴
1993年10月28日、谷津嘉章が設立したプロレス団体『SPWF』に仮面ライダー的マスクを被ったホッパーキングとして登場。野鳥の森とーぶ福寿殿駐車場で行われた興行で、鶴見五郎・大矢剛功とタッグを組み、三浦博文、川端輝鎮、丸山昭一組を相手にデビュー戦を行った。
その後、プロレスショップの助言を受けて、1996年1月25日の『PWC』北沢タウンホール大会よりリングネームをスーパーライダーに改名。1996年5月9日、PWC後楽園ホール大会から仮面シューター・スーパーライダーと再度改名する。
しかし、仮面ライダーの著作権を持つ東映からの抗議を受け謝罪。その際、東映側は渡部の意向を受けライダーの命名使用を検討。後日、佐山サトルと共に再び東映に謝罪に出向き、改めて仮面ライダーへの愛を伝え、1996年12月、東映より正式に命名使用許可を貰い正式に「プロレス版仮面ライダー」として活動する。
1997年3月25日、DDTプロレスリングに参加。木村浩一郎が扮する宇宙パワーと共に旗揚げ期のDDTで強さの象徴として君臨していた。
しばらく欠場中だったが、2004年3月20日のDDTプロレス7周年記念興行"Judgement 8"に登場し、高木軍のピンチを救った。

2005年6月9日、リアルジャパンプロレス（現：ストロングスタイルプロレス）に入団。
2021年7月の大会以降、療養のため休業。
2022年3月、ザ・ブルーシャーク自主興行にて復帰。
現在はインディーに戦いの場を移して活躍中。

## 戦績

### 総合格闘技
| 総合格闘技 戦績 | 総合格闘技 戦績 | 総合格闘技 戦績 | 総合格闘技 戦績 | 総合格闘技 戦績 | 総合格闘技 戦績 | 総合格闘技 戦績 |
| --------------- | --------------- | --------------- | --------------- | --------------- | --------------- | --------------- |
| 9 試合          | (T)KO           | 一本            | 判定            | その他          | 引き分け        | 無効試合        |
| 6 勝            | 0               | 5               | 1               | 0               | 0               | 0               |
| 3 敗            | 1               | 2               | 0               | 0               | 0               | 0               |

| 勝敗 | 対戦相手  | 試合結果                                | 大会名                                                      | 開催年月日    |
| ○    | 桜田 直樹 | 3R 0:57 腕ひしぎ十字固め                | プロシューティング第18戦                                    | 1992年5月29日 |
| ○    | 大原 友則 | 1R 腕ひしぎ十字固め                     | プロシューティング第17戦                                    | 1992年3月27日 |
| ×    | 桜田 直樹 | 5R 2:03 腕ひしぎ十字固め                | プロシューティング第14戦                                    | 1991年8月25日 |
| ○    | 草柳 和宏 | 1R 腕ひしぎ十字固め                     | プロシューティング第11戦 【ウェルター級チャンピオン認定戦】 | 1991年3月29日 |
| ○    | 大原 友則 | 5分3R終了 判定3-0                       | プロシューティング第10戦                                    | 1991年1月25日 |
| ×    | 伊藤 裕二 | 3R 1:49 TKO（レフェリーストップ：腹痛） | プロシューティング第6戦 【ウェルター級チャンピオン認定戦】  | 1990年5月12日 |
| ○    | 坂本 一弘 | 2R 2:45 腕ひしぎ十字固め                | プロシューティング第4戦                                     | 1990年1月13日 |
| ×    | 桜田 直樹 | 1R ヒールホールド                       | プロシューティング第2戦 パンクラチオンへの道                | 1989年7月29日 |
| ○    | 伊藤 裕二 | 1R 腕ひしぎ十字固め                     | プロシューティング公式戦 初代チャンピオンシリーズPART1      | 1989年5月18日 |

## 得意技
- 腕ひしぎ逆十字固め
- ビクトル式膝十字固め
- ライダーキック - コーナーポスト最上段から放つ片足ミサイルキック
- バズソーキック - 仰向けになった相手の上半身を起こし跪いた相手の左側頭部を振り抜いた右足で蹴り飛ばす。
- 各種キック

## タイトル歴
- 初代修斗ウェルター級王座

## 入場曲
- 仮面ライダーBLACK RX（宮内タカユキ）

## 人物
- 修斗の技を中心に用いる格闘技系のプロレススタイルだが、デビュー初期からエルボードロップなどのプロレス技も駆使しており、師匠の佐山聡が新日本プロレスに所属していた時のファイトスタイルを継承してもおり、いわゆるU系とは別のスタイルである。
- 試合中、マスクを剥ぎ取られても即座に新たな覆面を被り、仮面ライダーの劇中同様にフォームチェンジを行う。（仮面ライダーBLACK似の覆面から強化スカイライダーのようなデザインの覆面に切り替わる）
- デビュー時から、正体が佐山聡と行動を共にしていた掣圏真陰流興義館副総監（現在は館長）の渡部優一であることは公然の秘密であったが、2010年9月8日、リアルジャパンプロレス後楽園ホール大会での試合中にスーパータイガーにマスクを剥がされて正体が判明[5]。以後もマスクをかぶり続けている。
- 渡部優一としては総合格闘技を切り開いたシューティング第一世代に当たり、中井祐樹らは後輩にあたる[6]。1991年に修斗初代世界ウェルター級王座[7]を獲得した[8]。
- 息子2人も総合格闘家[9]で、初代Fighting NEXUSバンタム級王者の渡部修斗[10]は長男、次男で2014年全日本サンボ選手権74kg級王者[11]の渡部拳士郎はZST、IMPACTで活躍する。
- 時折マイクパフォーマンスを行うが、感極まると涙声になり観客は発言内容を聞き取れない場合が多い。

## エピソード
- タイガーマスクとは縁があり、足利工大附高レスリング部の同期が2代目タイガーマスクの三沢光晴、総合格闘技の師匠が初代タイガーマスクの佐山聡である。
- 足利工業大学附属高校レスリング部では主将を務め、三沢光晴は副主将であった[3]。川田利明は一年後輩にあたる。1980年8月、インターハイ個人戦60kg級で優勝[12][13]。高校卒業後、レスリング強豪校の日本大学[14]に特待生で進学[15][16]。1984年、全日本学生選手権のフリースタイル68kg級決勝戦において、日大同門でロサンゼルス五輪銀メダリストの赤石光生と対戦。「無我の境地」いわゆるゾーンに入った精神状態で戦ったが、赤石にその状態を更に上回られて敗れたと語っている[17]。
- 三沢の死後[18]は仮面ライダーになりたいという自己満足でプロレスをやっていた自分に憤りをも感じ、「あいつがここまで愛して大切にしたプロレスを中途半端な気持ちでやれない」と思い悩んでいた時期があったが、2009年12月10日にリアルジャパンプロレス後楽園ホール大会の対山本裕次郎戦で復帰。その試合後に「友が与えてくれた命懸けのメッセージに自己満足じゃなくて魂をもってこたえていきたいと思います」とプロレスに対する思いを叫んだ[19]。

## マスクのバージョン

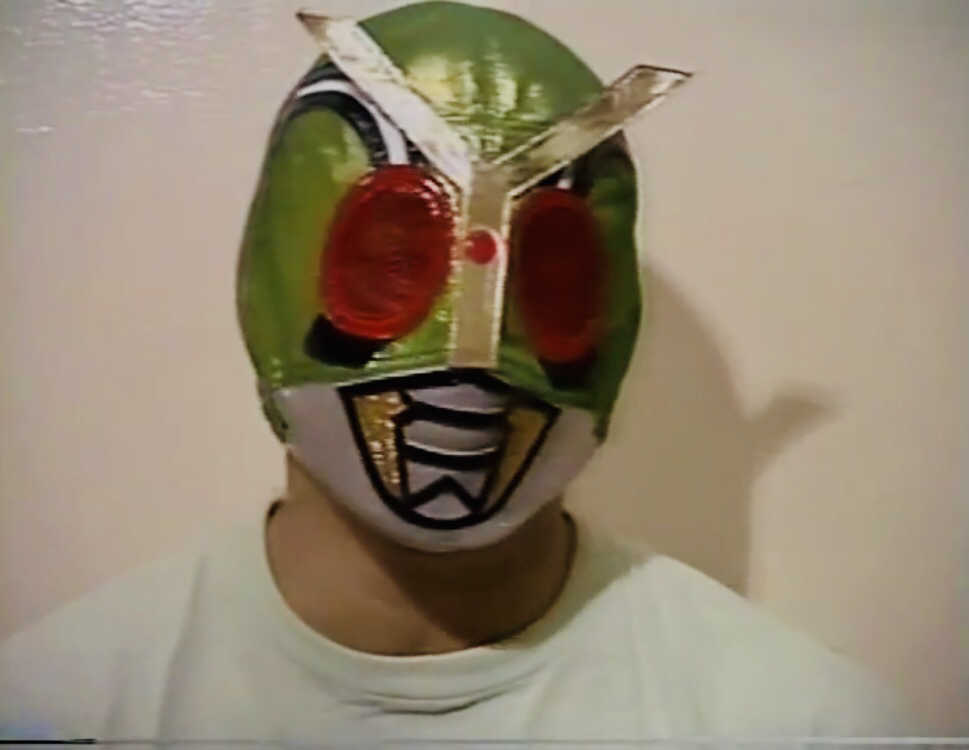
ホッパーキング
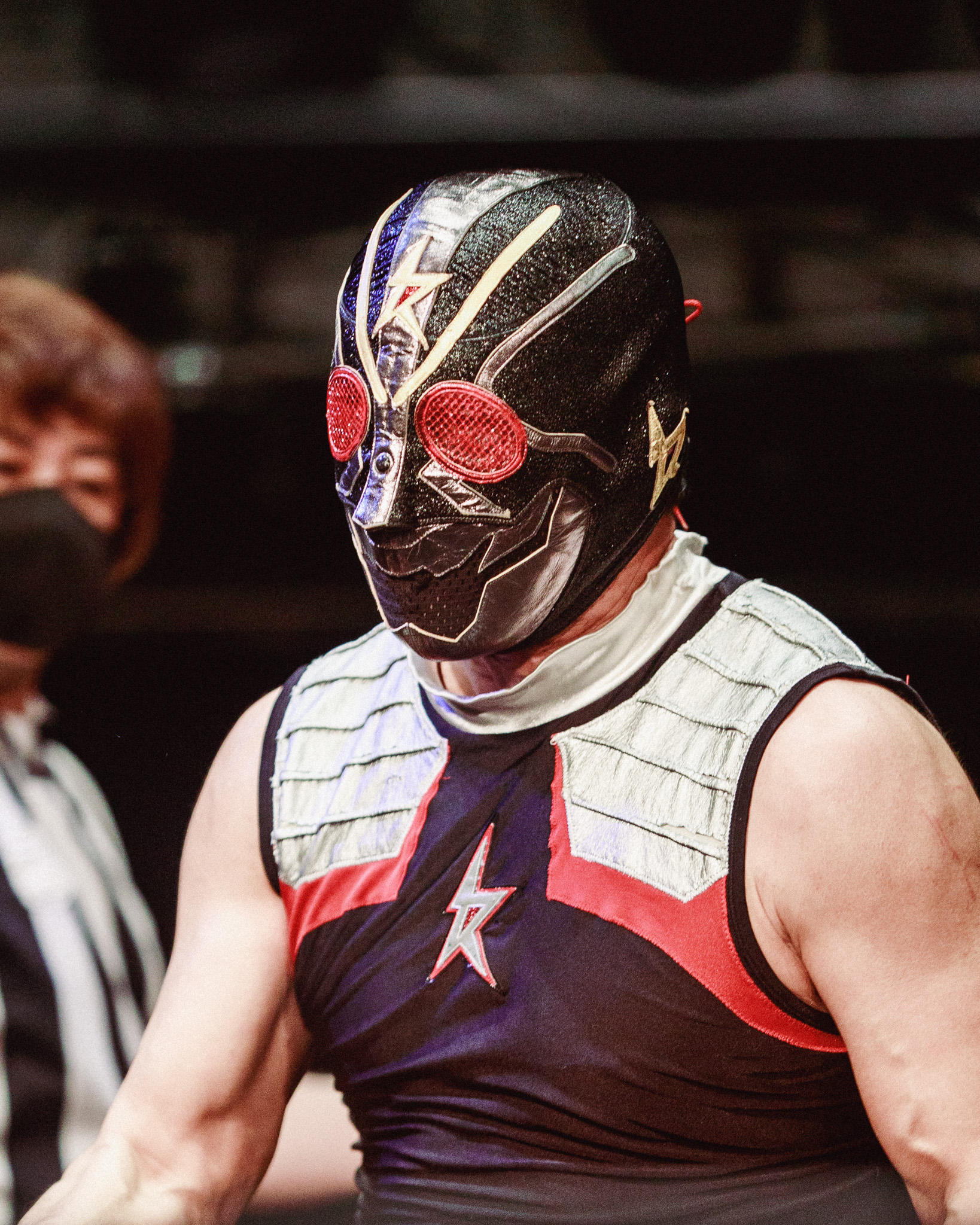
仮面ライダーBLACK RX
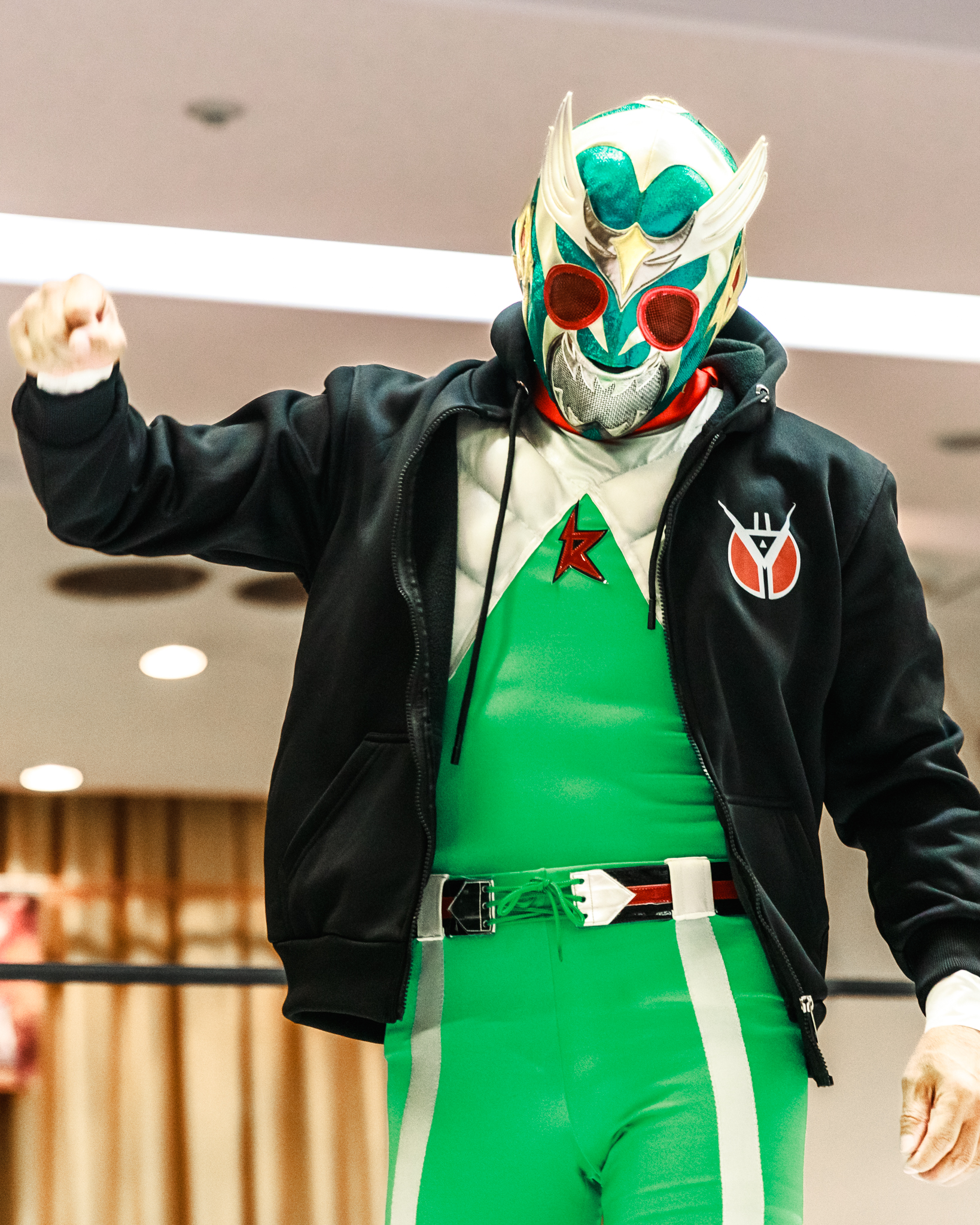
真スーパーライダー
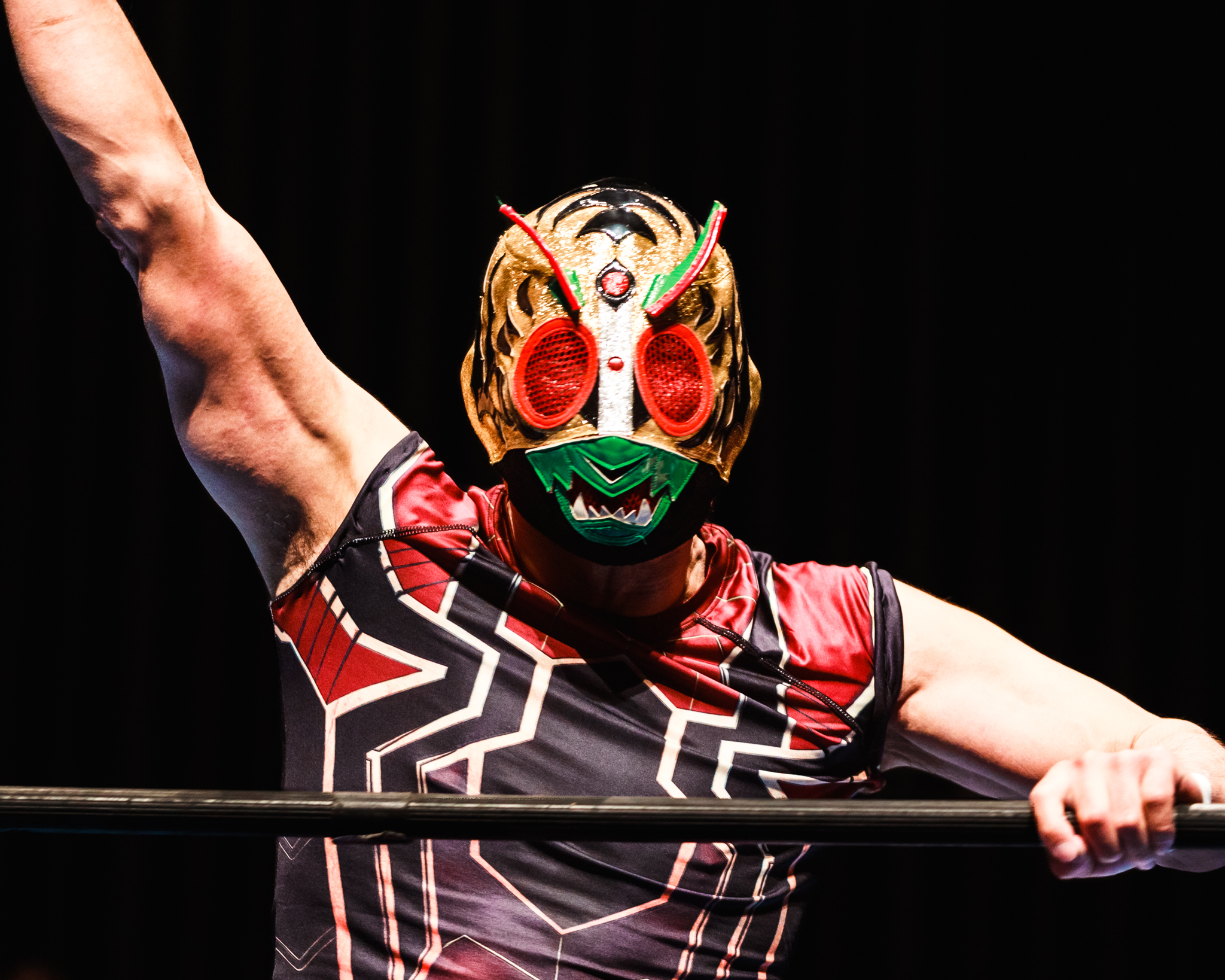
タイガーコラボマスク

確認できているマスクの種類
- 仮面ライダー新1号タイプ（ホッパーキング期）
- 仮面ライダーブラックタイプ - 触覚はなく黒地に金と銀のラインが入る
- スカイライダータイプ - 明るいグリーン地で側頭部に黒の斑模様
- 真・スーパーライダー - 仮面ライダーシンに仮面ライダーアギトのような角が付くタイプ[20]